# ルーゴ (イタリア)
ルーゴ（伊: Lugo）は、イタリア共和国エミリア＝ロマーニャ州ラヴェンナ県にある都市であり、その周辺地域を含む人口約32,000人の基礎自治体（コムーネ）。県内ではラヴェンナ、ファエンツァに次ぎ第3位のコムーネ人口を有する。

## 地理

### 位置・広がり

#### 隣接コムーネ
隣接するコムーネは以下の通り。括弧内のBOはボローニャ県所属を示す。
- アルフォンシーネ
- バニャカヴァッロ
- バニャーラ・ディ・ロマーニャ
- コンセーリチェ
- コティニョーラ
- フジニャーノ
- マッサ・ロンバルダ
- モルダーノ (BO)
- サンターガタ・スル・サンテルノ

### 気候分類・地震分類
ルーゴにおけるイタリアの気候分類 (it) および度日は、zona E, 2468 GGである。
また、イタリアの地震リスク階級 (it) では、zona 2 (sismicità media) に分類される。

## 行政

### 分離集落
ルーゴには以下の分離集落（フラツィオーネ）がある。
- Ascensione, Belricetto, Bizzuno, Ca' di Lugo, Campanile, Chiesanuova, Ciribella, Frascata, Giovecca, Malcantone, Passogatto, San Bernardino, San Lorenzo, San Potito, Santa Maria in Fabriago, Torre, Villa San Martino, Viola, Voltana, Zagonara

## 姉妹都市
- ネルヴェーザ・デッラ・バッターリア、 イタリア (トレヴィーゾ県)
- ショワジー＝ル＝ロワ、 フランス
- クルムバッハ、 ドイツ
- Agustín Codazzi、 コロンビア
- Yokneam Illit、 イスラエル
- ウェックスフォード、 アイルランド

## 人物

### 著名な出身者
- フランチェスコ・バラッカ - 20世紀初期の軍人、第一次世界大戦のエースパイロット。
- ジャンカルロ・フェレッティ - 自転車プロロードレース監督。